# Kadírovtsi
Kadírovtsi (rus: кадыровцы, kadýrovtsy, кадыровцы, kadýrovtsy, literalment "seguidors de Kadýrov") o kadyrovites és un terme usat per la població de República de Txetxènia, així com pels membres dels propis grups, per a referir-se als exmembres de les unitats paramilitars de l'expresident de la República Txetxena pro-Moscou Ajmat Kadýrov, les quals van ser liderades pel seu fill i actual president txetxè Ramzán Kadírov.
Els milers de Kadírovtsi (estimats uns 5.000 membres), incloent a molts ex rebels de les Guerres de Txetxènia, han estat acusats de greus abusos contra els drets humans. Activistes pro-drets humans que treballaven a Txetxènia han afirmat que el grup paramilitar va dur a terme segrestos, tortures i assassinats per a consolidar el poder de Kadírov; per tot això, seria el grup més temut per la població civil txetxena.
Després de l'assassinat d'Ajmat Kadýrov el 2004, es van formar dos batallons de Spetsnaz de militants kadírovtsi. El batalló Yug (Sud) comandat per Alibek Delimjánov (el germà d'Adam Delimjánov) estava compost per uns 700 militants, mentre que el Séver (Nord) liderat per Muslim Ilyásov comptava amb aproximadament 500 militants. Així mateix, el segon regiment de la policia (PPSM-2) i el Regiment del Petroli (Neftepolk) liderat per Adam Delimjánov (un parent de Ramzán Kadírov) van estar formats per militants kadýrovtsy, comprenent al voltant de 1.500 a 2.000 militants.
La presència de forces txetxenes pro-russes a l'interior de Txetxènia, els qui van participar lluitant contra els separatistes txetxens durant la Segona Guerra Txetxena, va permetre a Rússia retirar a gran quantitat de les seves tropes de Txetxènia. Altres dos batallons txetxens de Spetsnaz a Txetxènia, Vostok (Est) i Západ (Oest), que són comandats per Sulim Yamadáyev i Said-Magomed Kakíyev respectivament, han entaulat violentes lluites de poder amb Kadírov per a decidir qui controla l'autoritat militar suprema a Txetxènia.